# 杜埃大学
杜埃大学（法語：Université de Douai）是一所位于法国杜埃的的大学，杜埃大学建于1559年，1795年至1808年关闭，1887年迁移至27公里外的里尔大学。从16世纪中叶开始，杜埃大学在全欧洲有广泛影响力，下辖杜埃英格兰学院。知名学生有威廉·艾伦。